# Paivanana centristriata
Paivanana centristriata är en insektsart som beskrevs av Dai och Li. Paivanana centristriata ingår i släktet Paivanana och familjen dvärgstritar. Inga underarter finns listade i Catalogue of Life.